# Богдани, Петер
Петер Богдани (алб. Pjetër Bogdani, итал. Pietro Bogdano; ок. 1630—1689) — албанский философ, историк, священник, католический религиозный деятель, богослов, автор духовных книг. Доктор философии и теологии. Один из великих деятелей ранней албанской культуры.
Считается одним из основоположников албанской литературы.

## Биография

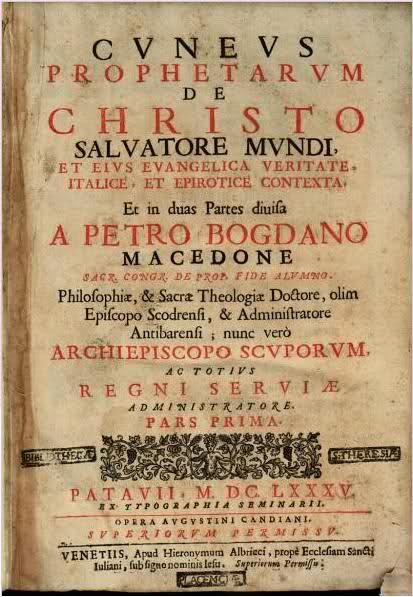
Страница труда «Cuneus Prophetarum», Падуя, 1685.

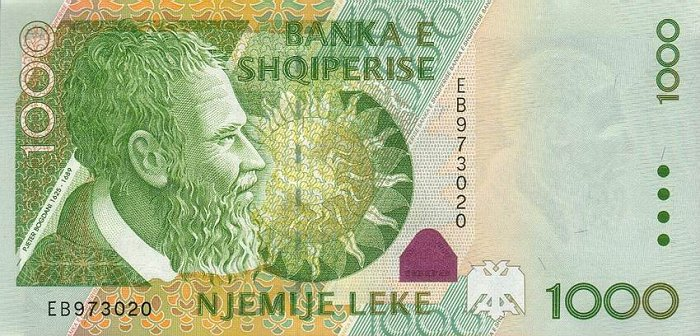
Изображение Петера Богдани на банкноте достоинством 1000 албанских лек. 1997 г.

Косовский албанец. Родился в с. Гура в районе Призрена. Образование получил во францисканской школе в Чипровци, затем — в Collegium Illyricum в Анконе (Италия). Его дядя Андреа Богдани (ок. 1600—1683) был архиепископом архиепархии Скопье (1656—1677), автором латино-албанской грамматики.
В 1651—1654 годах служил священником в Пулати. В 1656 году окончил Папский Урбанианский университет Конгрегации пропаганды веры в Риме, стал доктором философии и теологии.
В 1656 году избран архиепископом архиепархии Шкодера, которой управлял до 1681 года. В 1671 году был также назначен администратором архиепархии Бара.
Во время турецко-австрийской войны (1664—1669) скрывался от османов в сёлах близ Шкодера, затем в Болгарии. Пещера, в которой он нашёл убежище, до сих пор носит его имя. Всё же, был захвачен турками и заключён в крепость в Шкодере, откуда был спасён братьями.
В 1677 году сменил своего дядю на посту архиепископа архиепархии Скопье и апостольского администратора Королевства Сербии.
Его религиозно-патриотическая деятельность поставили его в оппозицию с османскими властями, в результате, он был вынужден бежать в Рагузу (Дубровник), откуда позже переехал в Венецию и Падую.
В марте 1686 года Богдани вернулся на Балканы и в последующие годы содействовал активизации сопротивления войскам Османской империи, в частности, в Косово. Он и его викарий Тома Распасани (Toma Raspasani) сыграли ведущую роль в создании проавстрийского движения в Косово во время Великой турецкой войны. С его помощью был организован албанский отряд из 6000 воинов для австрийской армии, которые участвовали в захвате Призрена. Богдани вернулся в Приштину, где умер заразившись чумой в декабре 1689. Его племянник, сообщал, что в 1698 году останки его дяди, как злейшего врага Османской империи, были эксгумированы турецкими и татарскими солдатами и брошены на съедение собакам в центре площади в Приштине.

## Творчество

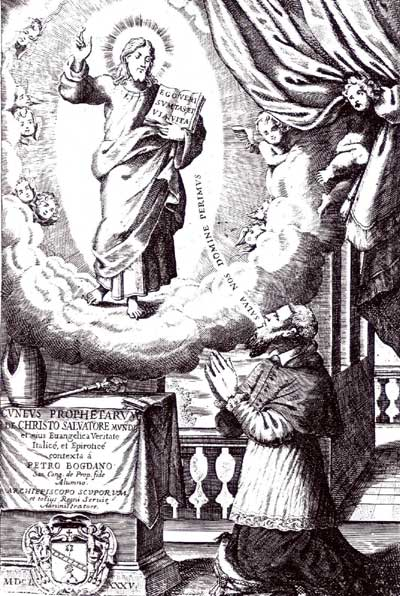
Заглавная страница труда «Cuneus Prophetarum», Падуя, 1685. с изображением молящегося П. Богдани

П. Богдани является автором первого прозаического сочинения, написанного в оригинале на албанском языке
— «Cuneus Prophetarum» (алб. Çeta e profetëve), опубликованного в 1685 году в Падуе. Труд —философско-теологического содержания, включает также сюжеты на темы астрономии, географии, физики и истории.